# Mahdałyniwka (obwód chersoński)
Mahdałyniwka (ukr. Магдалинівка) – wieś na Ukrainie, w obwodzie chersońskim, w rejonie kachowskim, w hromadzie Czapłynka. W 2001 liczyła 858 mieszkańców, wśród których 789 wskazało jako ojczysty język ukraiński, 46 rosyjski, 19 mołdawski, 2 białoruski, a 2 inny.